# PFTS Ukraine Stock Exchange
Die  Public JSC 'Stock exchange PFTS' ist eine führende Wertpapierbörse in der Ukraine, die lange Zeit (bis 2006) rechtlich als Handelssystem galt, daher ihr Name „First Stock Trading System“ (ukrainische Abkürzung: PFTS). Seie befindet sich in der Hauptstadt Kiew.

## Geschichte
Das PFTS-Aktienhandelssystem ist seit 1996 in Betrieb und ist der größte Marktplatz und die größte Selbstregulierungsorganisation am ukrainischen Aktienmarkt. Ursprünglich handelte es sich um den Ende 1995 eingetragenen Verband der professionellen Teilnehmer des ukrainischen Aktienmarktes „Outside of Stock Exchange Share Trade System“ (ukrainisch: Позабіржова Фондова Торговельна Система, ПФТС).
Im September 1998 wurde der Name „First Stock Trade System“ (ukrainisch: Перша) eingeführt (Фондова Торговельна Система, ПФТС, PFTS) wurde angenommen, wodurch die ukrainische Abkürzung des Namens PFTS praktisch unverändert blieb. Im Jahr 2010 zählten über 150 Unternehmen zur Börse, die meisten von ihnen mit Hauptsitz in Kiew. Die Börsenliste umfasst fast 800 Unternehmen, von denen elf der ersten Ebene, 143 der zweiten Ebene und der Rest der Börse überhaupt keine Ebene zugeordnet sind.

## Indizes
Der Leitindex der ukrainischen Börse ist der PFTS Index.